# Nederland Transparant
Nederland Transparant is een Nederlandse politieke partij (in de woorden van de oprichters een 'apolitieke partij') met bestuurlijke transparantie in politiek en rechtspraak als voornaamste streven.

## Ontstaan
Na het electorale succes van Europa Transparant bij de Europese Parlementsverkiezingen van juni 2004 besloten verschillende initiatiefnemers van die partij de zustervereniging Nederland Transparant op te richten. Kort daarvoor was er al een poging geweest een politieke partij met de naam Nederland Transparant op te richten, maar na een protest van Europa Transparant verbood de Raad van State het gebruik van de naam door anderen. Daar Europa Transparant slechts aan de Europese Parlementsverkiezingen deelneemt, was voor deelname aan de Tweede Kamerverkiezingen een nieuwe gelieerde vereniging noodzakelijk, genaamd Nederland Transparant.
Het eerste bestuur van Nederland Transparant bestond uit Gerrit de Wit als voorzitter, medeoprichter en tevens huidig voorzitter van Europa Transparant, Alexander Brom als secretaris-penningmeester, tevens kandidaat bij Europa Transparant en Paul van Buitenen als bestuurslid. Ook de andere twee dagelijkse bestuursleden van Europa Transparant, de 'klokkenluiders' Paul Schaap en Henk Laarman zijn direct betrokken bij Nederland Transparant, als leden van de Raad van Advies en als kandidaten bij Nederland Transparant. Om verdere functievermenging te vermijden heeft Paul van Buitenen op 9 april 2005 zijn functie als bestuurslid bij Nederland Transparant neergelegd.
Op 31 december 2007 is Europa Transparant juridisch gefuseerd met Nederland Transparant. Alle rechten en verplichtingen zijn hierbij van Europa Transparant overgegaan naar Nederland Transparant en worden de activiteiten van Europa Transparant door Nederland Transparant voortgezet.

## Gedachtegoed
De politieke uitgangspunten van zowel Europa Transparant als Nederland Transparant zijn op hetzelfde gedachtegoed gebaseerd. Nederland Transparant legt de nadruk op 'het onderzoeken en bestrijden van (maatschappelijke) misstanden, fraude, corruptie en manipulaties' alsmede het uitbannen van politiek correct handelen. Daarnaast ondersteunt zij nadrukkelijk klokkenluiders. Omdat slechts op hoofddoelstellingen het gedachtegoed van Nederland Transparant is aangegeven, bestaat er ook geen fractiediscipline. De kandidaten van Nederland Transparant kunnen op andere thema's ook hun eigen mening handhaven, mits zij deze met de uitgangspunten van Nederland Transparant kunnen onderbouwen.

## Verkiezingen

### Tweede Kamer
Nederland Transparant nam deel aan de Tweede Kamerverkiezingen 2006, behaalde 2.318 stemmen en wist daarmee geen zetel te bemachtigen. Er stonden twaalf personen op de kandidatenlijst, waaronder lijstduwer en columniste Pamela Hemelrijk. Het programma van de partij heette Transparantie, Integriteit, Openheid, Verantwoording en een nieuwe koers en besloeg drie pagina's.

### Gemeenten
In de aanloop naar de Nederlandse gemeenteraadsverkiezingen 2006 ontstonden in een aantal gemeenten lokale 'Transparante' partijen. De meest succesvolle was Bladel Transparant, die met 15,3 procent van de stemmen drie zetels in de gemeente Bladel haalde. Ook in Anna Paulowna en in Middelburg haalde een 'Transparante' lijst een zetel. De Transparante lijsten die in Rotterdam en Zaanstad in 2005 ontstonden als fractie van ontevreden raadsleden van lokale partijen (respectievelijk Leefbaar Rotterdam en de Zaanse onafhankelijke groepering) behaalden echter op eigen kracht geen enkele zetel bij de gemeenteraadsverkiezingen van 2006. Alle lokale verenigingen met de aanduidingen naam gemeente gevolgd door Transparant, welke deelnemen aan gemeenteraadsverkiezingen, dan wel in een gemeenteraad onder de gemeentenaam gevolgd door Transparant opereren, maken zelfstandig onderdeel uit van Nederland Transparant.

## Wetenschappelijk bureau
De Mithra Stichting is het wetenschappelijk bureau van Nederland Transparant dat tot doel heeft 'op wetenschappelijk verantwoorde wijze vraagstukken van maatschappelijk belang, in het bijzonder die van staatkundige, sociale, economische of juridische aard, te onderzoeken met transparante beginselen als uitgangspunt.'